# Le Modèle de Pickman
Le Modèle de Pickman (Pickman's Model) est une nouvelle fantastique de Howard Phillips Lovecraft, publiée pour la première fois en octobre 1927 dans le magazine Weird Tales.
La nouvelle est écrite et achevée par Lovecraft dès septembre 1926.

## Résumé
Un peintre du nom de Pickman dessine des peintures de plus en plus étranges. On se rend compte qu'il n'a pas une imagination débordante, mais qu'il s'inspire de créatures qu'il cache dans une pièce de chez lui.

## Inspiration
La nouvelle compare les œuvres peintes par le héros, Richard Upton Pickman, à celles d'autres artistes, comme Johann Heinrich Füssli, Gustave Doré, Sidney Sime, Anthony Angarola, Goya ou Clark Ashton Smith.

## Adaptations

### Filmographie
- (en) Pickman's Model, épisode 32, deuxième saison, de la série télévisée américaine Night Gallery, réalisé par Jack Laird et diffusé le 1er décembre 1971 sur NBC[1].
- (es) Chilean Gothic (1997-1999), court-métrage réalisé par Ricardo Gallardo, écrit et produit par Gilberto Villarroel[2].
- Le modèle (Pickman's Model), épisode 5 de la première saison de la série d'anthologie américaine Le Cabinet de curiosités de Guillermo del Toro, diffusé le 25 octobre 2022 sur Netflix.

### Bande dessinée
- (en) Roy Thomas (scénario), Tom Palmer (dessin), « Pickman's Model », Tower of Shadows, n° 9, Marvel Comics Group, janvier 1971[3],[4].
- (en) Herb Arnold, « Pickman's Model », Skull Comics, n° 4, 1972[3].